# Войница (Ровненская область)
Войница (укр. Війниця) — село в Бокиймовской сельской общине Дубенского района Ровненской области Украины.
До 2020 года входило в Млиновский район.
Население по переписи 2001 года составляло 624 человека. Почтовый индекс — 35137. Телефонный код — 3659. Код КОАТУУ — 5623881801.